# Municipio de Enfield (Illinois)
El municipio de Enfield (en inglés, Enfield Township) es un municipio ubicado en el condado de White, Illinois, Estados Unidos. Según el censo de 2020, tiene una población de 1124 habitantes.

## Geografía
Está ubicado en las coordenadas 38°4′46″N 88°18′55″O / 38.07944, -88.31528. Según la Oficina del Censo de los Estados Unidos, tiene una superficie total de 91.79 km², de la cual 91.75 km² corresponden a tierra firme y 0.04 km² es agua.

## Demografía
Según el censo de 2020, hay 1124 personas residiendo en la zona. La densidad de población es de 12.25 hab./km². El 90.84 % de los habitantes son blancos, el 3.29 % son afroamericanos, el 0.36 % son amerindios, el 0.53 % son asiáticos, el 1.25% son de otras razas y el 3.74% son de una mezcla de razas. Del total de la población, el 3.20 % son hispanos o latinos de cualquier raza.